# ベンテ・ノルドビー
ベンテ・ノルドビー (Bente Nordby, 1974年7月23日 - )は、ノルウェー王国オップラン県出身の元女子サッカー選手である。ポジションはゴールキーパー。ヘーゲ・リーセに次いで、サッカーノルウェー女子代表における最多代表キャップ数を保有する選手である。

## 経歴
オップラン県ヨーヴィク (Gjovik)で生まれ育ち、地元クラブ、ラウフォス/ヴィン (Raufoss/vind)でサッカーを始めた。後、当時トップセリエン (Toppserien)所属のSKスプリント＝ジェロイ (Sportssklubben Sprint-Jeroy)に入団した。
1996年、SKスプリント＝ジェロイは組織改組を行いFKアテネ・モス (FK Athene Moss)となったが、ノルドビーは引き続き在籍し、2000年まで同クラブでプレーした。
2000年10月30日、ノルドビーはリーセ共々、WUSAの国際ドラフトで指名を受け、キャロライナ・カーレッジ(Carolina Courage)を入団先チームとして割り当てられた。
2001年、シーズン前半を終えたところで、他選手とのトレードでサンディエゴ・スピリット (San Diego Spirit)に移籍したが、同年7月、サラリーキャップ制度を理由に退団した。キャロライナ・サンディエゴの2クラブにおいて、14試合 (1シーズン21試合)に出場している。
帰国後、2002年にコルボトンIL (Kolbotn Idrettslag)に入団、同年度のトップセリエン優勝に貢献した。2005年12月にはアスケルFK (Asker Fotball)に移籍。アスケルには1シーズン在籍しただけであったが、在籍中、ノルウェー女子フットボールカップで優勝を経験している。
2006年、スウェーデン・ダームアルスヴェンスカン (Damallsvenskan)所属のユールゴルデン＆アルヴシェ (現ユールゴルデンスIFダム)と2年契約を結んだ。翌2007年にはダームアルスヴェンスカン年間最優秀ゴールキーパーに選出された。
2007年11月、フランス・女子ディヴィジョン1所属のオリンピック・リヨン (Olympique Lyonnais)より、怪我で長期離脱するゴールキーパーの代替として、ノルドビーが18ヶ月契約にサインしたとの発表があった。リヨン在籍中の2008年1月24日、彼女は1991年から続いてきたノルウェー代表でのキャリアに終止符を打ち、代表から引退すると声明を出した。
2009年6月、ノルウェー代表監督のビャルネ・ベルンセンにより、ノルドビーがリヨンを退団し引退した事、および、同年8月開催のUEFA欧州女子選手権に出場しない事が発表された。
現在もリヨン在住。レズビアンである事を雑誌セー・オグ・ホール (Se og Hør)中にて公表しており、リヨン時代のチームメイトである女性と同居している。

## ノルウェー代表におけるキャリア
ノルドビーは17歳の時、1991年8月30日に行われたアメリカとの試合で代表デビューした。同年開催の1991 FIFA女子ワールドカップでは第2ゴールキーパーとして出場し、大会準優勝を経験した。1993年のUEFA女子選手権、1994年のアルガルヴェ・カップ優勝時の代表チームにも参加していた。
1995年より、それまで正ゴールキーパーを務めてきたライドゥン・セート (Raidun Seth)に替わって、ノールビーが正ゴールキーパーとして試合に出場するようになった。1995 FIFA女子ワールドカップでは、ノールビーは準々決勝のデンマーク戦で1得点を許したものの、それ以外は決勝戦のドイツ戦も含め、全試合で無失点のまま守りきり、大会優勝に貢献した。
1996年にはサッカー競技に初めて女子部門が設けられたアトランタオリンピックに出場。1次リーグを首位通過したが、準決勝でアメリカに1-2で敗退。3位決定戦ではブラジルに2-0で勝利して銅メダルを獲得した。
アルガルヴェ・カップでは1995年度はグループリーグでスウェーデンの後塵を拝して3位決定戦に回ったものの、1996年度、1997年度と連続で優勝を経験した。
1999 FIFA女子ワールドカップでは、準決勝で中国に0-5のスコアで惨敗し、3位決定戦に出場した。相手はアトランタオリンピックでも3位決勝戦を戦った相手、ブラジル。スコアレスドローの末PK戦にもつれ込んだが、プレチーニャ以外の全員に決められてしまい (一方ノルウェーは、シーリェ・ヨルゲンセンとアン・クリステン・アーロネスのふたりが失敗)、ノルウェーは4位の成績に終わった。
翌2000年のシドニーオリンピックでは、1次リーグのアメリカ戦こそ0-2で落としたものの、決勝戦ではグロ・エスペセト、ラグンヒル・グルブランセン、ダグニー・メルグレンのゴールで3-2でアメリカを下し、金メダルを獲得した。
ノルドビーは2002年に一度代表引退を表明していたが、2003年に復帰。同年開催のワールドカップでは準々決勝のアメリカ戦に0-1で破れたが、この試合でミア・ハムのPKを止め、プレーヤー・オブ・ザ・マッチに選出された。
ワールドカップで順位が低かった事が原因で、ノルウェーはアテネオリンピックへの出場を逃してしまった。その後も代表に招集され、2005年のUEFA女子選手権にも出場したが、決勝戦でドイツに敗れて準優勝の成績で大会を終えた。
2007年。ノルドビーは2007 FIFA女子ワールドカップに出場。既に正ゴールキーパーの座を降りていたものの、アメリカ代表のクリスティン・リリーと共に、5大会のワールドカップに連続出場した3、4人目の選手となった。ノルウェーは3位決定戦でアメリカに破れ、4位の成績で終わったものの、ノールビーはFIFAのオールスターチーム
の一員として選出された。同年のFIFA最優秀選手賞に、4回目となるノミネートもされている。
同年10月27日、ノルドビーはUEFA女子選手権予選のロシア戦に出場する。この試合が代表最後の試合となった。翌2008年1月に代表引退を発表している。

## タイトル

### クラブ
- コルボトンIL
  - トップセリエン優勝 (2002)

- アスケルFK
  - ノルウェー女子フットボールカップ優勝 (2006)

- オリンピック・リヨン
  - 女子ディヴィジョン・アン優勝 (2007-08, 2008-09)

### 個人
- FIFA最優秀選手賞 ノミネート (2001, 2004, 2005, 2007)
- ダームアルスヴェンスカン　年間最優秀ゴールキーパー (2007年)
- FIFAオールスターチーム (2007年)